# Telangiectasia
Las telangiectasias, también conocidas como arañas vasculares, son pequeños vasos sanguíneos dilatados que pueden aparecer cerca de la superficie de la piel o de las membranas mucosas, y que miden entre 0,5 y 1 milímetro de diámetro. Estos vasos sanguíneos dilatados pueden desarrollarse en cualquier parte del cuerpo pero se ven comúnmente en la cara alrededor de la nariz, las mejillas y la barbilla. Los vasos sanguíneos dilatados también pueden desarrollarse en las piernas, aunque cuando se producen en las piernas, a menudo tienen reflujo venoso subyacente o "venas varicosas ocultas". Cuando se encuentran en las piernas, se encuentran específicamente en la parte superior del muslo, debajo de la articulación de la rodilla y alrededor de los tobillos. 
Muchos pacientes que sufren de arañas vasculares buscan la asistencia de médicos especializados en el cuidado de las venas o en enfermedades vasculares periféricas. Estos médicos se llaman cirujanos vasculares o flebólogos. Más recientemente, los radiólogos intervencionistas han comenzado a tratar problemas venosos.
Algunas telangiectasias se deben a anomalías del desarrollo que pueden imitar de cerca el comportamiento de las neoplasias vasculares benignas. Pueden estar compuestas por agregaciones anormales de arteriolas, capilares o vénulas. Debido a que las telangiectasias son lesiones vasculares, se blanquean cuando se hace la prueba de aplicar presión sobre la zona con una placa de vidrio transparente abombada y así expulsar la sangre de los vasos de la zona comprimida.
Las telangiectasias, se presenta en muchas otras condiciones, tales como la rósacea que al tener una predisposición neurogénica, ciertos neuropéptidos como el VIP (péptido vasoactivo intestinal) provoca la dilatación de vasos sanguíneos en la zona central de la cara de personas afectadas entre otros síntomas como eritema e hiperplasia. Además, la telangiectasias también se presentan acrónimamente en el llamado síndrome de CREST, una forma de esclerodermia sistémica. El síndrome reconoce los síntomas significativamente co-presentes de la calcinosis, el fenómeno de Raynaud, la dismotilidad esofágica, la esclerodactilia y la telangiectasia.

## Localización
Pueden observarse en tórax, cuello, cabeza, cara, mucosas nasofaríngeas y bucales, y en extremidades.

## Etiología
Pueden ser idiopáticas, esto es, no vinculadas a ninguna otra enfermedad, o bien ser secundarias a otros trastornos (hiperestronismo, insuficiencia hepática ...) algunos de ellos graves, como la enfermedad de Rendu-Osler-Weber o la fibrosis nefrogénica provocada por la administración de Gadolinio en estudios como la Resonancia magnética.

## Clasificación
- Telangiectasia aracnoidea (arañas vasculares, nevo aracnoideo, angioma arácneo, angioma aracnoideo): se caracteriza por la dilatación de un grupo de pequeñas arteriolas dispuestas de forma radial alrededor de un núcleo central que suele aparecer por encima de la cintura. El número de arteriolas dilatadas es pequeño durante el embarazo y durante el tratamiento con estrógenos. La dilatación de un mayor número de arteriolas indica enfermedad sistémica cirrosis hepática. También suele observarse en niños.
- Telangiectasia hemorrágica hereditaria (síndrome de Rendu-Osler-Weber): se desarrolla sobre la piel y las membranas mucosas y suele aparecer en la pubertad. Se transmite como rasgo dominante.

## Tratamiento
Antes de considerar cualquier tratamiento de la telangectasia de las piernas (arañas vasculares), es esencial hacerse una ecografía Dopper. La razón de esto es que hay una clara asociación entre la telangectasia de las piernas (arañas vasculares) y el reflujo venoso subyacente. La investigación ha demostrado que 88 a 89% de las mujeres con telangectasia (arañas vasculares) tienen las venas reticulares de reflujo cerca y el 15% tienen las venas perforadoras incompetentes cerca. Por lo tanto, es esencial tanto para encontrar y tratar el reflujo venoso subyacente antes de considerar cualquier tratamiento en absoluto. 
La escleroterapia es el "estándar principal" y se prefiere al láser para eliminar la telangiectasia y las varices más pequeñas de las piernas. Se inyecta un medicamento esclerosante en la vena enferma para que se endurezca y finalmente se reduzca. Pruebas recientes con la escleroterapia de espuma muestran que la espuma que contiene el esclerosante irritante aparece rápidamente en el corazón y los pulmones del paciente, y luego en algunos casos viaja hasta el cerebro. Esto ha generado preocupaciones acerca de la seguridad de la escleroterapia para las telangectasias y las arañas vasculares. 
En algunos casos se han producido accidentes cerebrovasculares y ataques isquémicos transitorios después de la escleroterapia. Las venas varicosas y las venas reticulares suelen tratarse antes de tratar la telangiectasia, aunque el tratamiento de estas venas más grandes antes de la escleroterapia para la telangiectasia puede no garantizar mejores resultados. Las venas varicosas pueden tratarse con escleroterapia con espuma, tratamiento endovenoso con láser, ablación por radiofrecuencia o cirugía abierta. El mayor riesgo, sin embargo, parece ocurrir con la escleroterapia, especialmente en términos de riesgo sistémico de trombosis venosa profunda, embolia pulmonar y accidente cerebrovascular.
Otros problemas que surgen con el uso de la escleroterapia para tratar las arañas vasculares son la tinción, la sombra, el enmarañamiento telangiástico y la ulceración. Además, es común que la terapia sea incompleta, lo que requiere múltiples sesiones de tratamiento.
Las telangiectasias en la cara se tratan a menudo con un láser. La terapia con láser utiliza un rayo de luz que es pulsado sobre las venas para sellarlas, haciendo que se disuelvan. Estos tratamientos basados en la luz requieren un calentamiento adecuado de las venas. Estos tratamientos pueden resultar en la destrucción de las glándulas sudoríparas, y el riesgo aumenta con el número de tratamientos. 